# Wilfried von Engelhardt
Wilfried Baron von Engelhardt (* 11. September 1928 in Liebenberg, heute Löwenberger Land; † 14. Januar 2015 in Linz) war Cheftestpilot vom MBB, Erstflug Bo 46 und Bo 105. Fellow SETP. Mitglied der Académie de l’air et de l’espace.

## Leben und Werk

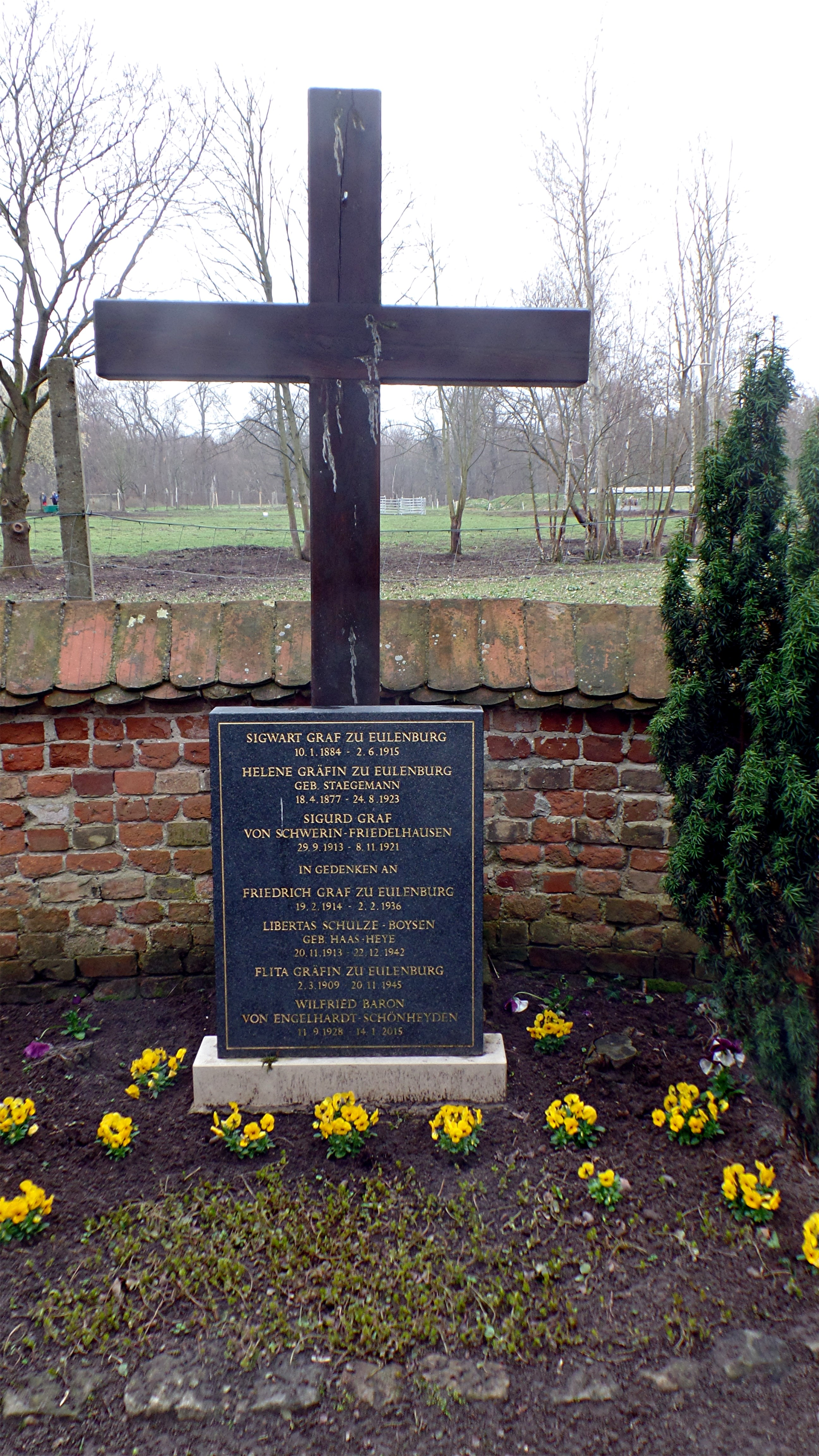
Gedenktafel im Schlosspark Liebenberg

Wilfried „Fred“ Baron von Engelhardt wurde auf Schloss Liebenberg in der Provinz Brandenburg als Urenkel des Fürsten Philipp zu Eulenburg geboren. Durch den Stiefvater C.A. von Schoenebeck, der im Ersten Weltkrieg im Richthofen-Geschwader flog und nun Kommandant der Erprobungsstelle der Luftwaffe Rechlin war, kam er früh mit Luftfahrt in Verbindung. Unter anderem waren Hanna Reitsch und Ernst Udet Gäste der Familie.
Wilfried besuchte die Schule in Mirow, Nähe Rechlin, mit 16 wurde er zum Segelflieger ausbildet (Schulung auf SG 38 und Grunau Baby, Prüfungsflug auf Kranich, Segelflugscheine A,B,C Oktober 1944). 1945 gegen Kriegsende kam er nicht mehr zum Einsatz als Jagdflieger auf dem Volksjäger Heinkel He 162 aufgrund von Kraftstoffmangel. Da ein Studium für Flugzeugbau in Deutschland und Österreich verboten war, machte er die Ausbildung an der Salzburger Höheren Hotelfachschule – Bad Gastein. 1947 maturierte er in Linz, 1949 war er als Hotelfachkraft im „Goldenen Hirsch“ in Salzburg tätig. C.A. von Schönebeck, der u. a. die deutsche Hiller-Vertretung (Hubschrauber) hatte, ermöglichte Engelhardt 1953–1954 die Ausbildung zum Hubschrauber-Mechaniker in Paris, die ein erster Schritt zum Testpiloten wurde. Von Engelhardt arbeitete 1955–1956 als Luftfahrzeugwart in Holland in einem kleinen Unternehmen, zunächst unbezahlt. Später akzeptierte er nur ein kleines Gehalt, um im Gegenzug Fliegen zu lernen auf Hiller 12B. In dieser Zeit war er Hubschrauber-Berufspilot in Holland und Deutschland. 1956 absolvierte er die Fluglehrer-Ausbildung in Frankreich (Paris), danach bis 1960 diverse Tätigkeiten als Hubschrauber-Berufspilot und Fluglehrer (zivil und militärisch) auf Bell 47 und Djinn. Von 26. September 1961 bis 3. August 1962 Einsatz in Holländisch-Neuguinea für S.G.O.N.N.G auf Alouette II. Engelhardt wurde auf Empfehlung von Hans Derschmidt als Testpilot bei Ludwig Bölkow für das Projekt Bo 46 vorgeschlagen („Der versteht auch etwas von der Technik“). Engelhardt war 1962–1973 Chef-Testpilot von MBB, dann Verkaufschef und zuletzt Leiter der Kundendienstschulung bei MBB bis 1987.

## Ausbildung zum Testpiloten
Wilfried von Engelhardt war Absolvent der franz. Testpilotenschule EPNER in Istres. Er wurde vom 1. Oktober 1965 bis 1. Juli 1966 ausgebildet und schloss als Jahrgangsbester mit Testpilotenlizenz Nr. 31 ab.

## Erstflug Bo 105
Nachdem die Bo 105 V1 am 14. September 1966 bei einer Motordrehzahl von 90 % durch Bodenresonanz völlig zerstört wurde, wiederholte W. von Engelhardt den Erstflug mit der Bo 105 V2 am 16. Februar 1967. Der Erstflug dauerte von 17:04 bis 17:24 Uhr und verlief erfolgreich.

## Andere herausragende Flüge
Die Flugnummern beziehen sich auf die Nummerierungen in den Flugbüchern Nr. 1 und 2 von W. von Engelhardt:
- 2. August 1954, Flug Nr. 1: Erster Flug mit einem Hubschrauber mit Hiller H12B, Kennzeichen PH-NFL
- 23. Juli 1957, Flug Nr. 155: Absturz mit F-WHOU, SO 1221 „Djinn“ nach Kollision mit einer Leitung beim Sprühfliegen in Holland. Der Bauer hatte nach einem Streit mit seiner Frau vergessen, die Leitung abzumontieren. Von Engelhardt lernte dabei seine erste Frau kennen.
- 30. September bis 4. Oktober 1960: Flüge im Rahmen des Films „Im weißen Rößl“ mit Bell 47G
- 14. Februar 1964: erster Abhebeversuch mit Bölkow Bo 46
- 27. Oktober 1964: vier erfolgreiche Schwebeflüge mit Bölkow Bo 46
- 22. Juni 1967, Flug Nr. 1458: erster Flug mit GFK-Blättern auf Alouette III
- 13. November 1967, Flug Nr. 1544: erster Flug mit Titankopf in Bo 105 V2
- 8. Januar 1968, Flug Nr. 1568: Flug mit verwundeten Heckrotor
- 13. Mai 1969, Flug Nr. 1832: Hochgeschwindigkeitserprobung mit D-HAPE, Bo 105 V4. Die gesamte Verglasung platzte bei 115 KIAS. Dabei wurde der an Bord anwesende Flugversuchsingenieur A. Teleki durch Splitter verletzt. Ursache war die unregelmäßige und teilweise zu geringe Wandstärke der Plexiverglasung.
- 16. September 1969, Flug Nr. 1895: Notlandung nach Ausfall der Heckrotorsteuerung im Zuge eines Demonstrationsfluges mit L. Galvin (Kanada)
- 10. August 1970, Flug Nr. 2022: Demoflug in Bo 105 mit Neil Armstrong, von 11:16 bis 11:36 Uhr
- 24. Mai 1972, Flug Nr. 2105: Triebwerksausfall über Sao Paulo in einem Jet Ranger. Erfolgreiche Autorotationslandung
- 5. Februar 2013: Letzter Flug mit Bo 105 von Linz nach Salzburg und zurück auf Einladung eines Getränkeherstellers
- 15. April 2014: Letzter Flug im Simulator EC135 in Donauwörth auf Einladung von Airbus Helicopters

## Besondere Leistungen
- Inhaber des ersten zivilen Berufshubschrauberpilotenscheins in Holland
- Inhaber des ersten zivilen Berufshubschrauberpilotenscheins in Deutschland
- Zusammen mit Sigi Hoffmann erster Hubschrauberpilot in Deutschland mit Instrumentenflugberechtigung